# Ivan Pavlica
Ivan Pavlica (Zagreb, 17. ožujka 1944.), hrvatski nogometaš, napadač, jugosl. reprezentativac. Nogometnu karijeru započeo je 1956. u mlađim kategorijama zagrebačkog Tekstilca, potom je nastupao za drugu momčad Dinama, odakle odlazi u Trešnjevku čiji prvoligaški dres nosi od 1964. do 1966. godine. Potom nastupa za NK Zagreb (1966-68), a zatim prelazi u splitski Hajduk (1968-1972), s kojim je osvojio jugosl. prvenstvo (1971) i kup (1972), odigravši sveukupno 232 utakmice i postigavši 70 pogodaka. Igrao je i u francuskom Metzu (1972–75). Za reprezentaciju Jugoslavije odigrao 1 utakmicu, 1969. protiv Švedske (2 : 1) u Splitu. Bio je lijevokrilni napadač, prodoran, a posebno je upamćen po snažnu udarcu. Nakon završene igračke karijere kraće vrijeme bavio se trenerskim poslom u Trešnjevki.
Statistika u Hajduku
| Natjecanje        | Nastupi | Zgoditci |
| ----------------- | ------- | -------- |
| Prvenstvo         | 104     | 23       |
| Kup               | 14      | 2        |
| Superkup          | 0       | 0        |
| Međunarodne       | 12      | 3        |
| Splitski podsavez | 0       | 0        |
| Ukupno            | 130     | 28       |
| Prijateljske      | 102     | 42       |
| Sveukupno         | 232     | 70       |